# Honda Shūgo
Honda Shūgo (japanisch 本多 秋五; geboren 22. September 1908 in Sanage (猿投村), Landkreis Nishikamo (西加茂郡), Präfektur Aichi; gestorben 13. Januar 2001 in der Präfektur Kanagawa) war ein japanischer Literaturkritiker.

## Leben und Wirken
Honda Shūgo machte 1932 seinen Studienabschluss an der Universität Tōkyō. Er nahm an der „Proletarischen Literaturbewegung“ (プロレタリア文学運動) der frühen 1930er Jahre teil und gewann Anerkennung als Kritiker. Nach dem Pazifikkrieg begann er für das progressive literarische Magazin „Kindai Bungaku“ zu arbeiten. In der Zeit publizierte er „Tenkō bungaku ron“ (転向文学論), „Anmerkungen zur Richtungsänderung in der Literaturkritik“.
Honda war ein Humanist, der stark von den Gedanken Tolstois beeinflusst war. Und so war er auf der Suche nach der Befreiung des Menschen von politischer Ideologie. Zu seinen wichtigsten Werken zählen
- „Die Literatur der Künstlergruppe Shirakaba“ (白樺派の文学, Shirakaba-ha no bungaku) 1954,
- „Über Tolstoi“ (トルストイ論) 1960,
- „Literaturgeschichte der Nachkriegszeit, eine Schilderung“ (物語戦後文学史, Monogatari sengo bungaku-shi), das in drei Teilen von 1958 bis 1963 erschien.